# 1902-es olasz labdarúgó-bajnokság (első osztály)
Az olasz labdarúgó-bajnokság 1902-es szezonja volt a bajnokság 4. kiírása. A győztes a Genoa lett.

## Selejtezők

### Piemont (Végeredmény)
|    | Csapat            | M | Gy | D | V | Rg–Kg | Gk | P | Megjegyzés |
| -- | ----------------- | - | -- | - | - | ----- | -- | - | ---------- |
| 1. | Torinese          | 3 | 2  | 1 | 0 | 5–1   | +4 | 5 | Rájátszás  |
| 2. | Juventus          | 3 | 2  | 1 | 0 | 9–1   | +8 | 5 | Rájátszás  |
| 3. | Audace Torino     | 3 | 1  | 0 | 2 | 5–10  | -5 | 2 |            |
| 4. | Ginnastica Torino | 3 | 0  | 0 | 3 | 2–9   | -7 | 1 |            |

#### Eredmények
| 1. csapat     | Eredmény | 2. csapat         |
| ------------- | -------- | ----------------- |
| Torinese      | 1–1      | Juventus          |
| Audace Torino | 5–2      | Ginnastica Torino |
| Juventus      | 6–0      | Audace Torino     |
| Torinese      | 2–01     | Ginnastica Torino |
| Torinese      | 2–0      | Audace Torino     |
| Juventus      | 2–01     | Ginnastica Torino |

1 - Az olasz szövetség döntése alapján.

Rájátszás:
| 1. csapat | Eredmény | 2. csapat |
| --------- | -------- | --------- |
| Torinese  | 4–1      | Juventus  |

### Liguria, Lombardia
| 1. csapat | Eredmény | 2. csapat    |
| --------- | -------- | ------------ |
| Genoa     | 3–1      | Andrea Doria |
| Genoa     | 2–0      | Mediolanum   |

## Elődöntő
| 1. csapat | Eredmény  | 2. csapat |
| --------- | --------- | --------- |
| Torinese  | 3–4 (hu.) | Genoa     |

## Döntő
| 1. csapat | Eredmény | 2. csapat |
| --------- | -------- | --------- |
| Genoa     | 2–0      | AC Milan  |

| Az 1902-es olasz labdarúgó-bajnokság győztese: |
| ---------------------------------------------- |
| Genoa 4. cím                                   |